# アメリカ変光星観測者協会
アメリカ変光星観測者協会（アメリカへんこうせいかんそくしゃきょうかい 英: American Association of Variable Star Observers 略称 AAVSO）は1911年にアメリカ合衆国で設立された天文学の国際非営利団体。おもにアマチュア天文家による変光星の観測を組織し、観測結果を収集し、評価分析し、天文学者、研究者、教育者に提供するための組織である。長期にわたる変光星の光度の変化が記録されている。
専門の研究者が多くの変光星を監視することは不可能なので、天文学の分野はアマチュア天文家が科学に貢献できる数少ない分野のひとつである。AAVSOの国際データベースには、100年間にわたる、1200万以上の観測結果が蓄積されている。約2000人のプロとアマチュア観測者から毎年、5万件の観測結果をうけとっている。
AAVSOは教育や公共教育の分野でも活発に活動し、定期的に市民のための教育ワークショップを開き、アマチュアを共同執筆者とする論文の出版を行っている。専門研究者に対してアマチュア天文家が観測結果を提供するだけという古い学問スタイルではなく、アマチュアと研究者が対等の関係で研究する新しい学問のスタイルの先駆けとなっている。
1973年から2004年に没するまでジャネット・アクユズ・マッテイが長年会長を務めていた。マッティの死後は、アーン・ヘンデン (en:Arne Henden) が会長の座を引き継いでいる。
同協会は1911年から1956年まで、マサチューセッツ州ケンブリッジのハーバード大学天文台に設置され、その後も同市内を転々とし1985年に初めて建物を購入、クリントン・B・フォード天文データ研究センター (Clinton B. Ford Astronomical Data and Research Center) に入居した。2007年には約30メートル離れた近所のスカイ発行社 (Sky Publishing) 移転後のビルを購入して移転した。